# Antonio Graziani
Antonio Graziani (ur. 15 sierpnia 1930 w Camaiore, zm. 10 września 2007 tamże) – włoski polityk i dziennikarz, członek Senatu, poseł do Parlamentu Europejskiego IV kadencji.

## Życiorys
Z zawodu dziennikarz, zaangażował się w działalność polityczną w ramach Chrześcijańskiej Demokracji. W 1987 został wybrany na senatora X kadencji, w 1992 odnowił mandat na XI kadencję (do 1994). Po rozwiązaniu chadecji dołączył do Włoskiej Partii Ludowej. W latach 1994–1999 z jej ramienia sprawował mandat eurodeputowanego, wchodząc w skład frakcji Europejskiej Partii Ludowej.